# Spotter (autoracen)
De term spotter is afkomstig van het Engelse werkwoord to spot, hetgeen waarnemen betekent.

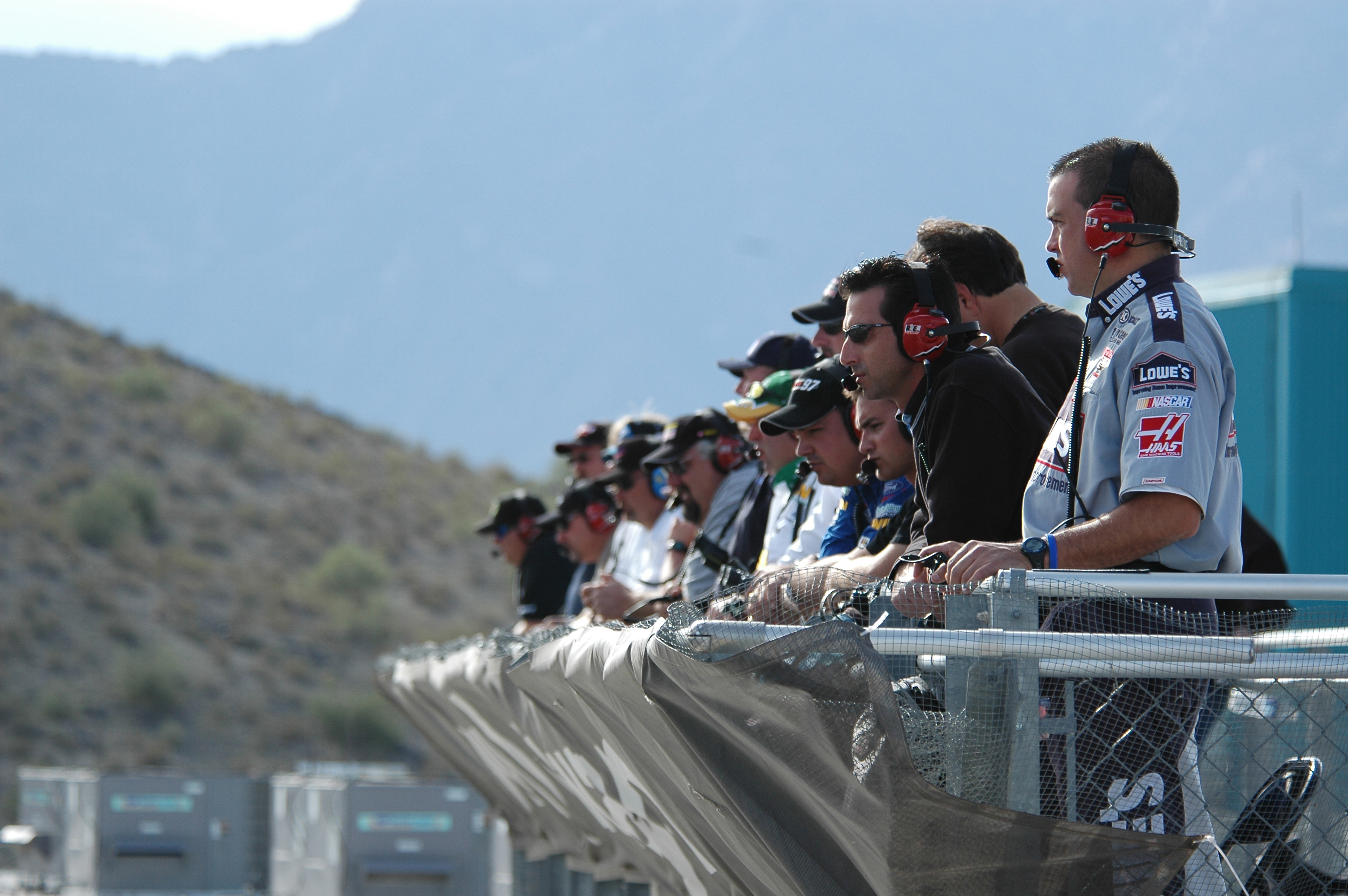
Spotters bij een NASCAR wedstrijd.

Een spotter in de autosport is een getraind teamlid wiens taak het is om informatie door te geven aan hun coureur, zodat deze op de hoogte blijft van wat er op het circuit gebeurt. Hij zit meestal hoger, boven op een van de tribunes of andere ondersteunende gebouwen, zodat hij het hele circuit kan overzien. Spotters staan voortdurend in contact met hun coureurs via radiocommunicatie in twee richtingen. Spotters worden beschouwd als de "ogen" van de coureurs en zijn een van de meest opvallende, maar eenvoudige veiligheidsmaatregelen die de professionele autosport de afgelopen twee decennia heeft genomen.

## Geschiedenis en feiten

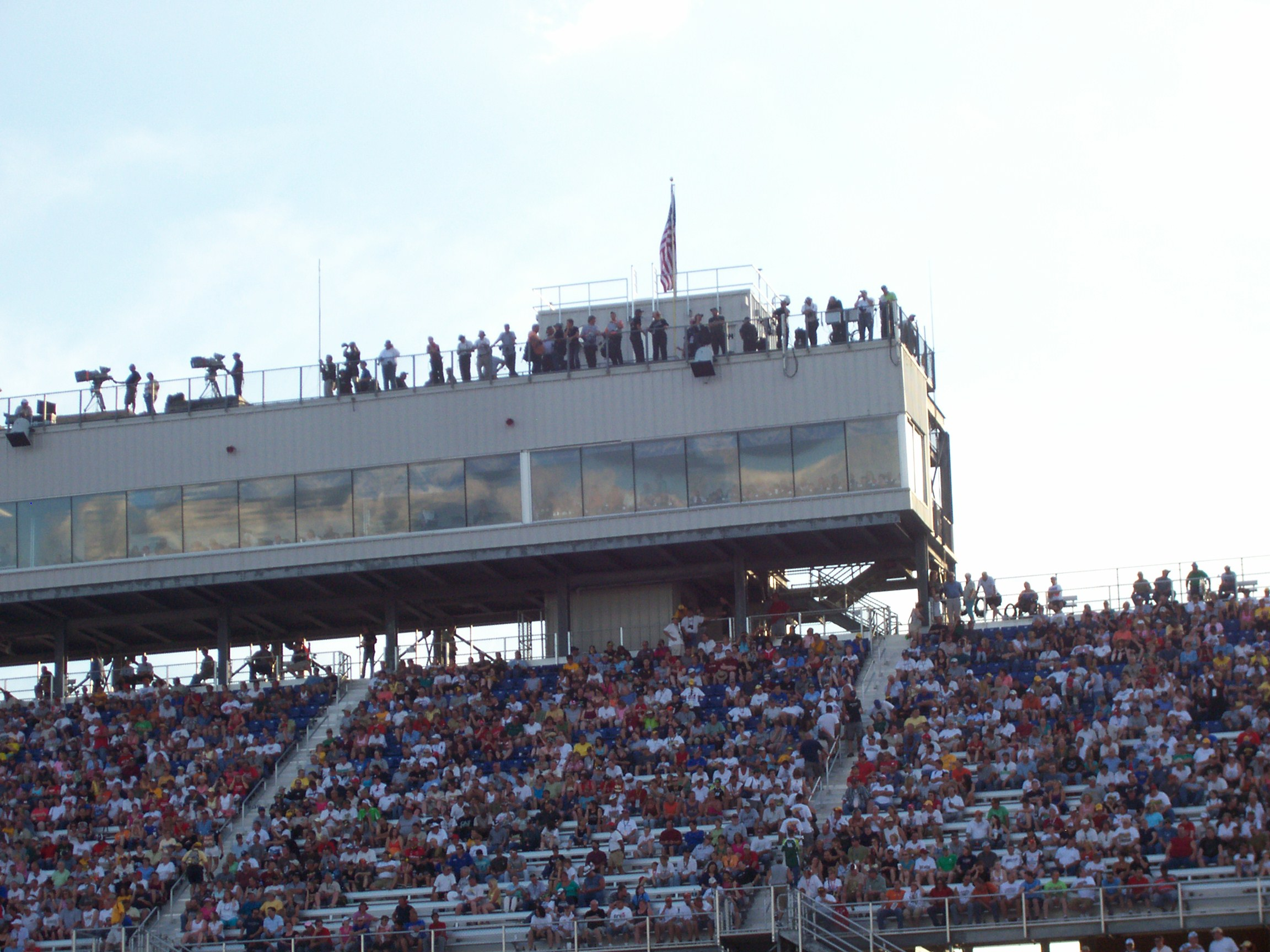
Spotters boven op de toren bij de Milwaukee Mile - 2009

Spotters werden eind jaren '80 en begin jaren '90 gemeengoed in NASCAR en CART. Tweerichtingscommunicatie tussen de rijder en de pitcrew begon in de jaren 1970 en begin jaren 1980, maar alle communicatie vond plaats in de pitruimte en diende voornamelijk om de pitstopstrategie en mechanische problemen met de auto's te bespreken. Geen enkel circuit beschikte over videoborden, en het duurde nog tientallen jaren voordat de satellietbeelden van de race-uitzending (die tegenwoordig standaard in de pitruimtes te vinden zijn) op de monitoren te zien waren. Pit crews hadden met name heel weinig informatie over wat er op het circuit gebeurde, buiten wat ze vanuit de pits zelf konden zien.
Op een bepaald ogenblik in de jaren 1980 begonnen teams te experimenteren met een extra bemanningslid dat op een andere plaats op het circuit werd gestationeerd. Sommige teams plaatsten een bemanningslid in een observatietoren, een fotostand, of sommige kochten gewoon kaartjes op de tribunes. Deze positie gaf de teams een uniek zicht op het circuit en stelde de "spotter" in staat informatie door te geven die niet vanuit de pits kon worden waargenomen. Aanvankelijk was de verkregen informatie eenvoudig. Als er zich bijvoorbeeld een crash voordeed op het circuit, kon hij zijn rijder waarschuwen over de plaats van de crash, en kon hij advies geven over hoe te ontwijkend op te treden. Op andere momenten kon hij de andere wagens observeren en informatie doorgeven over hun prestaties, als die kennis nuttig zou zijn. Voordat de teams over weerradars in de pits beschikten, konden de spotters ook informatie over naderende regen doorgeven, voor strategische doeleinden.
In het begin van de jaren negentig begon NASCAR de organisatie van de spotters te standaardiseren, en uiteindelijk werden ze verplicht. Op elk circuit werd een speciaal gebied gereserveerd voor de spotters, één met het beste zicht op het circuit. Op sommige circuits, zoals Daytona, Talladega en Indianapolis, worden meerdere spotters ingezet, omdat het niet mogelijk is om vanuit één uitkijkpunt het hele circuit te overzien.  
De taken van de spotters namen in de loop der jaren toe en omvatten nu ook het assisteren van de coureurs (vooral in "pack racing") bij het passeren en het racen in druk verkeer. Aangezien de helmen van de coureurs, de omsluitende stoelen en diverse veiligheidsvoorzieningen het perifere zicht bemoeilijken, en NASCAR-raceauto's op alle niveaus (Whelen Modified Tour, Camping World Truck Series, Xfinity Series en Monster Energy NASCAR Cup Series) geen rechterzijspiegels hebben, bestaat de belangrijkste rol van de spotters erin "de spiegels" van de coureurs te worden, de coureurs te waarschuwen voor mogelijke passeermanoeuvres vanuit de dode hoeken en crashes te voorkomen.
Spotters staan er ook om bekend dat ze met elkaar samenwerken voor wederzijds voordelige situaties, zelfs als ze concurrenten zijn. Zo kunnen spotters van twee auto's die samen rijden een deal sluiten om hun respectieve coureurs samen te laten pitten, zodat ze samen de baan weer op kunnen, als drafting partners. Spotters van concurrerende teams kunnen ook afspreken dat hun respectieve coureurs een groep vormen tegen een andere auto, zodat ze samen kunnen werken om hun posities te verbeteren. Ruzies op het circuit kunnen ook leiden tot verhitte discussies tussen de respectieve spotters.
Spotters zijn voormalige coureurs, eigenaars, instructeurs of diverse bemanningsleden die verder geen taken in de race hebben. Spotters werken normaal gezien nauw samen met de rijder, ontwikkelen een persoonlijke spreektaal en codes wanneer strategieën (vooral pit orders) nodig zijn om te vermijden dat informatie uitlekt naar andere rijders, crew chiefs en collega-spotters, en beslissen in welke mate van detail de rijder wil dat zijn informatie doorgegeven wordt. Sommige coureurs geven de voorkeur aan een constante stroom van informatie, terwijl andere misschien aandringen op een beperkte hoeveelheid geklets. Bovendien kunnen ze "donkere" periodes hebben afgesproken, waarin niet mag worden gediscussieerd (bv. op een moeilijk deel van het circuit of tijdens een periode van intense races waarbij diepe concentratie vereist is).
Het beroep van spotters wordt vaak als moeilijk en ongewenst beschouwd, ondanks de eenvoudige uiterlijke kenmerken. Spotters moeten gedurende lange perioden staan en kunnen hun concentratie niet onderbreken, tijdens trainingen, tijdritten en raceperioden, die wel vier of meer uren achter elkaar kunnen duren. Pauzes zijn zeldzaam, of onbestaand. De weersomstandigheden op de hoge zitplaatsen van de spotters zijn meestal extreem: geen schaduw van de hete zon, geen beschutting tegen harde wind (en windstilte), en geen bescherming tegen regen. De verantwoordelijkheid om hun coureur veilig op de baan te houden is ook een zware last. Een gebrek aan concentratie kan aanzienlijke gevolgen hebben voor hun rijder op de baan.